# هاینسبورگ
هاینسبورگ (به آلمانی: Haynsburg) یک منطقهٔ مسکونی در آلمان است که در وترتسویبه واقع شده‌است. هاینسبورگ ۵۴۷ نفر جمعیت دارد.